# قرق (تشناران)
قرق (بالفارسية: قرق) هي قرية تقع في قسم رادكان الريفي (مقاطعة تشناران) في إيران. يقدر عدد سكانها بـ 230 نسمة بحسب إحصاء 2016.